# Пфаррдорф

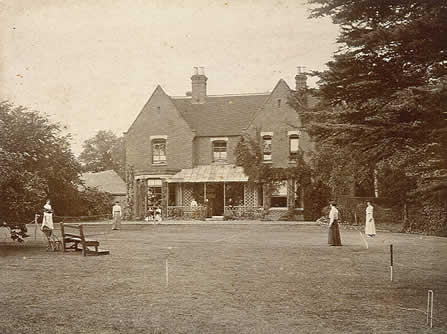
Дом священника в Борли, 1892

Пфаррдорф (нем. Pfarrdorf) — в немецкоязычных странах и странах Северной Европы большой сельский населённый пункт с церковью, где располагается административный и, как правило, жилой приходские дома (нем. Pfarrhaus)  священнослужителя (священника). Пфаррдорф принадлежит соответствующему населённому пункту (населённым пунктам) и охватывает всех прихожан в пространственно-очерченном районе, являясь центром церковной общины (нем. Pfarrkirche, Kirchengemeinde). 

## Церковный приход
В Пфаррдорфе располагается приходская церковь (нем. Pfarrkirche), которая действует в качестве конституционного религиозного центра прихода (нем. Pfarrei) и является главной административной единицей Епископальной системы церковного управления. Приходские церкви играют важнейшую роль в жизни общества, особенно в сельской местности. Часто в зданиях, принадлежащих Церкви, проводятся и не связанные с религией общественные события. Во многих деревнях Европы есть приходские церкви, основанные ещё в средние века. 
В отличие от ярмарочных посёлков (нем. Minderstadt в Германии; нем. Marktgemeinde в Австрии, Баварии и Южном Тироле; нем. Flecken в Германии (Шлезвиг-Гольштейн, Гессен, Нижняя Саксония, Саксония-Анхальт) и Швейцарии), городов или монастырей, где священники (пасторы) обслуживают в основном свои приходы, в сельской местности, как правило, из-за нехватки священников пастору могут быть переданы на пастырское попечение несколько приходов.

## Кирхдорф и пфаррдорф
Кирхдорфом называется населённый пункт (нем. Ort), имеющий  церковь с регулярными богослужениями, которые проводит приглашённый священник.
Обозначения Пфаррдорф и Кирхдорф (нем. Kirchdorf) сегодня воспринимаются в основном в историческом смысле, и в настоящее время применяются в районах с большим количеством разбросанных поселений. В средние века эти церковные поселения были локальными центрами, охватывающие группы местных деревушек (нем. Weiler) и строились частично за счёт пожертвований, за счёт средств местных церквей и средств помещиков.